# 삼박골 보리밭
"삼박골 보리밭"은 1988년에 개봉한 대한민국의 영화이다.

## 캐스팅
- 정종준 : 쌀봉 역
- 이경표 : 아씨 역
- 윤양하 : 진사 역
- 김정하 : 공심네 역
- 김애경 : 영동댁 역
- 조영이 : 삼현네 역
- 장항선 : 집사 역
- 안병경 : 복코 역
- 김상락 : 판석 역
- 김나영 : 필녀 역
- 허나희 : 당골내 역
- 남궁숙이 : 길례 역
- 김경애 : 부뜰네 역
- 박예숙 : 주모 역
- 이백 : 영감 1 역
- 박용팔 : 영감 2 역
- 황인숙 : 아낙 역